# What the Hell
"What the Hell" este o melodia a cântăreței și compozitoarei Avril Lavigne. Melodia a fost scrisă de Lavigne, Max Martin și Shellback pentru cel de-al patrulea album de studio al lui Avril, Goodbye Lullaby. Cântecul a fost lansat în SUA și Canada pe 11 ianuarie 2011 ca primul single de pe album.

## Fundalul și lansarea
În noiembrie 2010, Avril a anunțat pe un blog de pe site-ul ei oficial că, a fost finalizat ce-l de-al patrulea album "Goodbye Lullaby" și 
a argumentat motivul pentru care lansarea a fost întârziată. Ea a mai dezvăluit faptul că cântecul "What the Hell" ar fi primul single de pe album. Piesa a apărut prima dată pe 31 noiembrie la Dick Clark's New Year's Rockin' Eve. Lavigne a descris "What the Hell" ca fiind "foarte distractiv, o melodie de petrecere optimistă, așa că a repetat mult timp pentru a-l putea cânta prima dată la New Year's Rockin' Eve". Următoarea zi, single-ul a fost disponibil ca un download gratuit timp de 48 de ore de pe pagina oficială de Facebook a lui Lavigne.